# George Orwell
Eric Arthur Blair, mer känd genom författarnamnet George Orwell, född 25 juni 1903 i Motihari, Bihar, Brittiska Indien, död 21 januari 1950 i Camden i London, var en brittisk författare och journalist. Hans verk kännetecknas av ett skarpt intellekt och en genialisk kvickhet, en djup medvetenhet om social orättvisa och ett starkt motstånd till totalitarism, samt en förkärlek till språklig klarhet och en tro på direktdemokratisk frihetlig socialism.
George Orwell är väl ansedd som en politisk och kulturell kommentator. Förutom skönlitteratur och polemisk journalism skrev Orwell även litteraturkritik och poesi. Hans två främsta verk är den satiriska romanen Djurfarmen (1945) och den dystopiska romanen 1984 (1949). Andra aktade verk är Hyllning till Katalonien (1938), en berättelse om hans erfarenheter som volontär på den republikanska sidan under spanska inbördeskriget, samt ett flertal essäer, såsom Politics and the English Language. Hans kulturella inflytande, både inom populärkulturen och den politiska kulturen, ger sig till känna än idag. Flera av hans neologismer, tillsammans med termen Orwellsk (vilket blivit ett ordstäv för något drakoniskt eller manipulativt socialt fenomen som är skadligt för ett fritt samhälle), har satt sig i den folkliga jargongen.

## Biografi

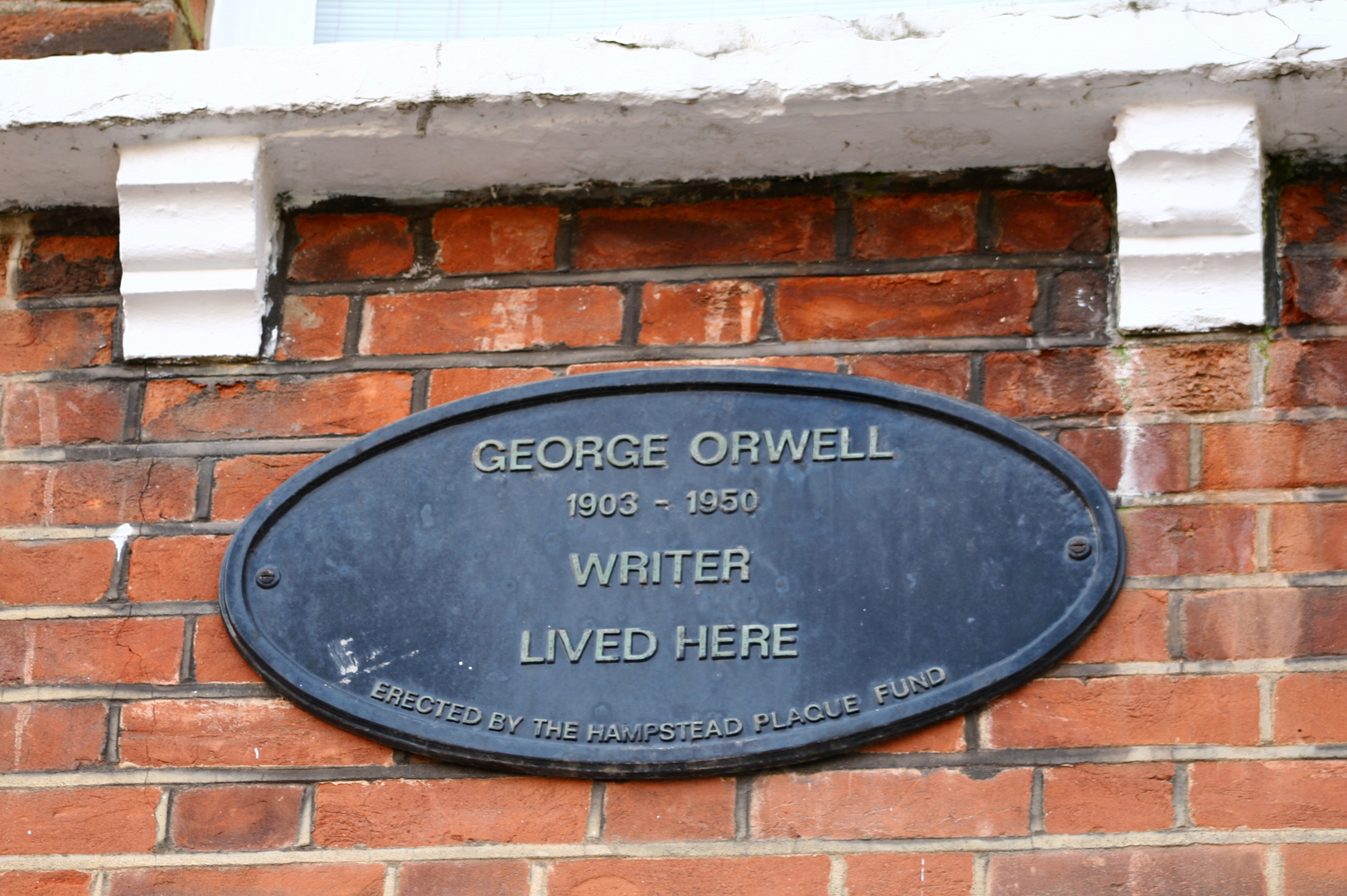
Minnesplatta vid Orwells bostad i London.

### Barn- och ungdomsår
Eric Arthur Blair (George Orwell) föddes den 25 juni 1903 som son till angloindiska föräldrar i Motihari i Bengalen (idag i Bihar), då en del av Brittiska Indien. Där arbetade hans far, Richard Walmesley Blair, vid en myndighet där han övervakade framställning av opium. Då Orwell var ett år gammal flyttade hans mor, Ida Mabel Blair, till England och tog honom med sig. Han såg inte sin far förrän 1907, när denne besökte England i tre månader innan han återvände till Indien. Eric (Orwell) hade en äldre syster som hette Marjorie och en yngre syster som hette Avril. Han skulle senare beskriva sin familjs bakgrund som "lägre-övre-medelklass".[källa behövs]

### Utbildning
Vid sex års ålder skickades Orwell till en liten anglikansk kyrkskola i Henley-on-Thames, som hans syster tidigare hade gått i. Han skrev aldrig om sina minnen därifrån, men han imponerade förmodligen på sina lärare, eftersom han två år senare rekommenderades till rektorn för en av de mest framstående privatskolorna i England på den tiden, St Cyprian's School i Eastbourne, East Sussex.[källa behövs] Orwell fick möjligheten att studera vid St Cyprian's tack vare ett stipendium. Detta medförde att hans föräldrar bara behövde betala hälften av den vanliga skolavgiften. Många år senare skulle han med bitande förtrytelse beskriva sin tid på St Cyprian's, i sin essä Such, Such Were the Joys. Den unge Orwell mottog emellertid stipendium vid sin tid på St. Cyprian's till både Wellington och Eton.
Efter en termin vid Wellington flyttade Orwell till Eton, där han stannade från 1917 till 1921. Senare i livet skrev han att han hade varit "förhållandevis lycklig"[källa behövs] vid Eton, en skola som gav sina elever avsevärd frihet, men också att han upphörde att göra betydande arbeten efter att ha anlänt dit. Rapporter om hans skolgång vid Eton varierar: vissa påstår att han var en dålig elev, medan andra hävdar motsatsen. Han ogillades tydligt av vissa av sina lärare på grund av vad de uppfattade som respektlöshet.[källa behövs] Under sin skoltid knöt Orwell livslånga bekantskaper med flera framtida brittiska begåvningar, till exempel Cyril Connolly, som var utgivare av Horizon Magazine och skulle bli utgivare av de flesta av hans essäer tillika nära vän.

### Burma, Paris och de tidiga böckerna
Efter avslutad utbildning på Eton tog Orwell tjänst som kolonialpolis i Brittiska Burma, därför att hans familj inte kunde betala för universitetet. Han arbetade mellan 1922 och 1927 i Katha och i Moulmein i Burma. När han 1927 återvände till England på permission bestämde han sig för att begära avsked och istället bli författare. Han har använt sig av sina upplevelser i Burma i romanen Dagar i Burma från 1934 och i essäer som Hängningen (A Hanging) från 1931 och Shooting an Elephant från 1936.
År 1928 flyttade Orwell till Paris i hopp om att försörja sig som frilansskribent. Då framgångarna uteblev, blev han tvungen att ta olika okvalificerade jobb, något som han senare beskrev i sin första bok Nere för räkning i Paris och London (1933). Sjuk och utfattig flyttade han tillbaka till England 1929 och slog sig ned i sina föräldrars hus i Suffolk. Han arbetade på det som skulle bli Dagar i Burma och skrev regelbundet i tidskriften New Adelphi. Under tiden gav han sig ofta ut som luffare för att samla material till det som nu blivit ett projekt om samhällets fattigaste. Boken Nere för räkning i Paris och London blev färdig 1932 och publicerades 1933. Han antog pseudonymen George Orwell alldeles innan boken kom ut.
Han arbetade också en tid som skollärare, något som han använde till sin nästa roman A Clergyman's Daughter (1935), vilken han skrev efter att hans dåliga hälsa tvingat honom att sluta som lärare. Han arbetade sedan en tid på ett antikvariat medan han skrev Leve aspidistran! som kom ut 1936.

### Vägen till Wigan Pier
I början av 1936 fick Orwell i uppdrag av den socialistiska bokförläggaren Victor Gollancz på Left Book Club att skriva en skildring av fattigdomen bland arbetarklassen i norra England efter den stora depressionen. Boken gavs ut 1937 och bar namnet Vägen till Wigan Pier. Den första halvan av boken är en verklighetsskildring av de sociala förhållandena som Orwell träffade på under sina rundturer i Lancashire och Yorkshire. Den andra halvan av boken är en lång essä i vilken Orwell berättar om sin uppväxt och sin politiska utveckling. Gollancz fruktade att den andra halvan av boken skulle göra läsarna vid Left Book Club upprörda, så han lade till ett förmildrande förord innan boken gavs ut. Detta gjordes bakom ryggen på Orwell som då befann sig i Spanien.[källa behövs] Orwell gifte sig med Eileen O'Shaughnessy strax efter att ha blivit klar med forskningen kring boken.

### 1984och de sista åren
Våren 1945 blev Orwell återigen sjuk. Hans fru hade även fått en tumör och dog under en operation i Newcastle. Orwell hade inte fått reda på hennes sjukdom eller operation, dels på grund av de höga kostnaderna och dels på grund av att Orwells fru trodde att hon snart skulle återhämta sig. Orwell lämnades ensam med det barn som han och hans fru hade adopterat ett år tidigare, Richard Horatio Blair.
De kommande tre åren tillbringade Orwell med blandat journalistarbete, huvudsakligen för Tribune, The Observer och The Manchester Evening News. Han bidrog även till en rad små politiska och litterära tidskrifter samt skrev sitt mest kända verk, 1984, som publicerades 1949. En stor del av romanen skrev han vid Barnhill, ett avlägset säteri på ön Jura utanför Skottlands kust, dit han flyttade 1946, eftersom öns milda klimat och avståndet från London gjorde att han kunde fortsätta skriva trots sjukdomen.
Det har senare framkommit att Orwell under tiden han låg sjuk hade överlämnat till en god vän (som arbetade på en avdelning av det brittiska utrikesministeriet) en lista med 38 namn på personer som Orwell ansåg var "kryptokommunister", däribland skådespelarna Charlie Chaplin och Michael Redgrave samt en brittisk parlamentsledamot. Avdelningen, Information Research Department, hade startats av Labourregeringen för att publicera demokratisk och antikommunistisk propaganda. Listan innehöll namn som Orwell ansåg olämpliga att skriva tester för den nya avdelningen på grund av deras prokommunistiska åsikter. Det är oklart vad Orwells motiv var; antagligen ville han hjälpa sin vän i den antistalinistiska saken.

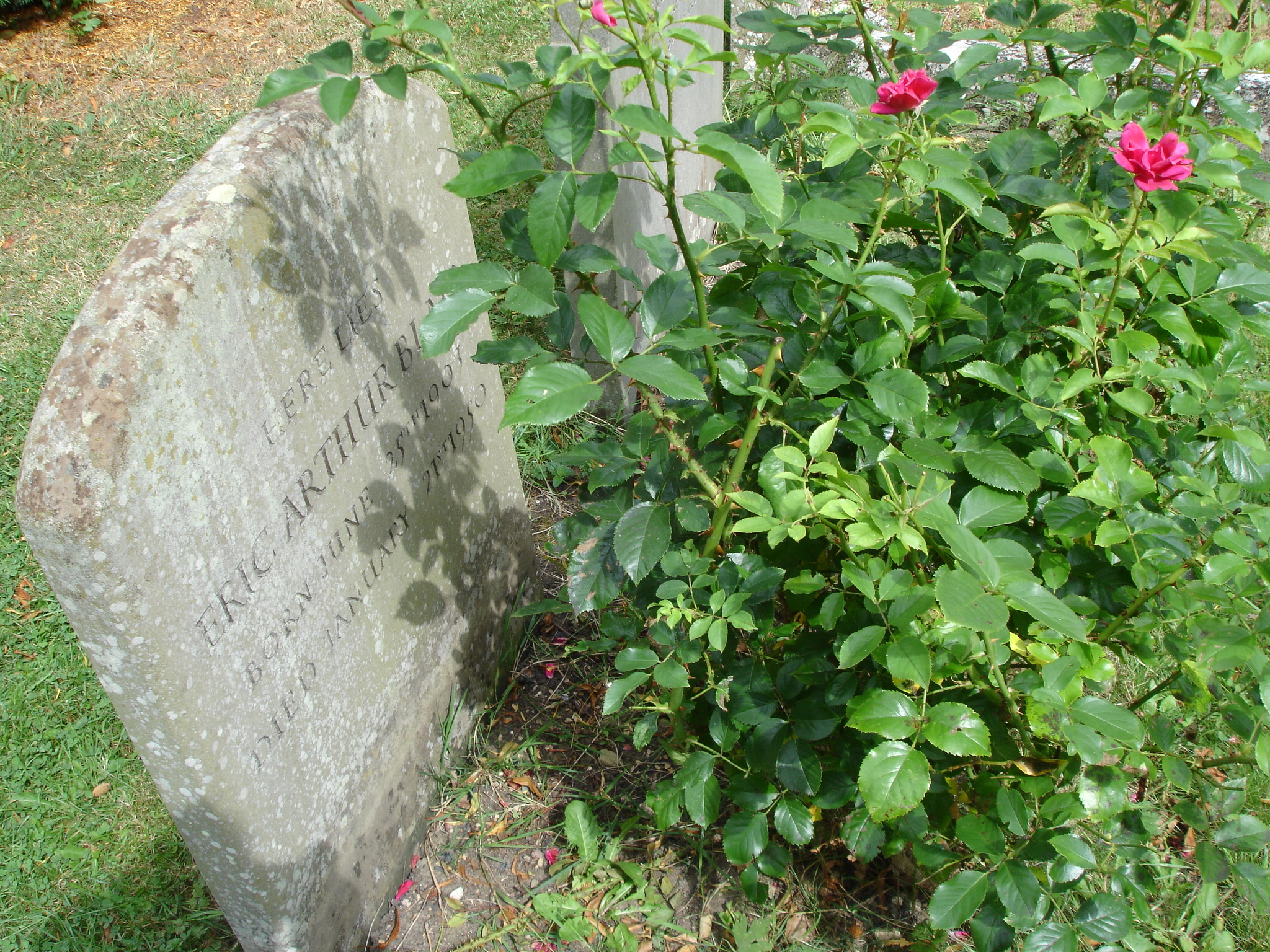
George Orwells grav.

Han gifte sig med Sonia Brownell, som under den sista tiden av hans liv hjälpte honom att ta hand om adoptivsonen. Ytterligare ett år senare när Orwell var i London, på väg till ett sjukhus i Schweiz för behandling av sin sjukdom, fick han en blödning och avled. Han blev 46 år gammal och led under senare delen av sitt liv av den tuberkulos som han förmodligen drog på sig under den tidsperiod som han skildrar i Nere för räkning i Paris och London. Under sina sista tre år åkte han in och ut från sjukhus. Han hade begärt att få bli begraven i anglikansk stil, och han begravdes vid All Saints' Churchyard, Sutton Courtenay, Oxfordshire med den enkla gravinskriptionen: "Here lies Eric Arthur Blair, born June 25, 1903, died January 21, 1950."
Efter Orwells död flyttade sonen, Richard Blair, till en släkting där han bodde och uppfostrades. Han håller en låg offentlig profil, men har gett intervjuer om de få minnen han har av sin far; han var fem år då Orwell dog. Richard arbetade under många år som jordbruksombud för den brittiska regeringen.

## Politiska åsikter
Orwells politiska åsikter ändrades under hans liv, men det finns ingen tvekan om att han var en del av den politiska vänstern under sitt liv som författare. I sin tidiga karriär beskrev han sig ibland som "Tory-anarkist". Hans tid i Burma gjorde honom till en stark motståndare till imperialism, och hans erfarenheter från fattigdom när han genomförde efterforskningar inför Nere för räkning i Paris och London och Vägen till Wigan Pier gjorde honom till socialist. "Varje seriös rad jag skrivit sedan 1936 har skrivits, direkt eller indirekt, mot autokrati och för demokratisk socialism" skrev han 1946.
Hans åsikter var ofta obekväma och impopulära. Han började till exempel skriva den stalinismkritiska Djurfarmen år 1943 - han hade haft den i tankarna sedan 1937 - när Sovjetunionen hyllades av många i England och USA på grund av dess roll som allierad i andra världskriget. Detta gjorde att det var svårt att få boken publicerad, den refuserades av fyra förläggare, antagligen på grund av dess implicita kritik av Stalin och Sovjetunionen, varför  den inte utkom  förrän i augusti 1945, då kriget i princip var över.  ”Det som för tillfället krävs av den rådande ortodoxin är en okritisk beundran av Sovjetryssland. Alla vet detta, nästan alla agerar utifrån det. All seriös kritik av den sovjetiska regimen, varje avslöjande av sådana fakta som den sovjetiska regeringen helst ser förblir i det fördolda, är så gott som otryckbart”. 
Orwell vägrade att anpassa sina politiska åsikter för att passa in. Detta visas klart i essän Politics and the English Language från 1946, där han demonstrerar hur politiker vrider och vänder på språket för att "få lögner att låta sanna och mord respektabla och ge ett sken av stadga åt tomma ord".

### Spanska inbördeskriget
Det var dock spanska inbördeskriget 1936–1938 som spelade den största rollen för Orwells definition av socialism. Här stred socialisterna mot Francisco Francos fascister, och Orwell anslöt sig i december 1936 till det halv-trotskistiska POUM (Partido Obrero de Unificación Marxista). De socialistiska grupperna (anarkosyndikalister, stalinister och trotskister) var dock långt ifrån enade och stred även mot varandra. Orwell har sagt att det mest var av en slump som han gick med i POUM snarare än de kommunistunderstödda internationella brigaderna, men han såg med förfäran hur de Sovjetstödda kommunisterna bekämpade de socialistiska grupperna. Han återvände från Katalonien som en övertygad antistalinist och gick med i det brittiska Independent Labour Party. Orwell blev under kriget skjuten i halsen och var nära döden. Orwells bok Hyllning till Katalonien är en självbiografisk roman om hans upplevelser under spanska inbördeskriget, vilken också utgjorde hans definitiva brott med stalinismen. Den refuserades av Gollancz men antogs av Secker & Warburg. Den fick mycket dåligt mottagande bland sina samtida kritiker, varför förstaupplagan trycktes endast i 1 250 exemplar. Den till och med smädades av vänstern.

### Andra världskriget
Under denna tid var han, liksom de flesta vänsteranhängarna i Storbritannien, fortfarande emot upprustningen mot Adolf Hitlers Nazityskland. Men efter Molotov–Ribbentrop-pakten och utbrottet av andra världskriget ändrade han sig. Han lämnade Independent Labour Party på grund av deras pacifism, och intog en politisk ställning som kan beskrivas som "revolutionär patriotism". Han stödde kriget, men kände (felaktigt som det visade sig) en stämning som skulle leda till en revolutionär socialistisk rörelse bland det brittiska folket. "Vi är i en konstig period i historien, i vilken en revolutionär måste vara en patriot, och en patriot måste vara en revolutionär", skrev han i Tribune, vänsterns veckotidning, i december 1940. Under kriget blev Orwells polemik med de brittiska pacifisterna stundtals hårt uppskruvad, som då han fördömde pacifism som "objektivt profascistisk"  eller då han försvarade tyska civila förluster för britternas strategiska bombräder med att det är bättre att döda ett genomsnitt av befolkningen än bara män i vapenför ålder.  Under kriget gick Orwell även med i det brittiska hemvärnet, Home Guard.

## Viktiga verk

### Djurfarmen
En av George Orwells mest berömda böcker blev kortromanen Djurfarmen, som skrevs 1945. Även den här boken är negativ till det stalinistiska Sovjetunionen. I boken bygger han upp ett socialistiskt samhälle av det auktoritära slaget i mindre skala, och med djur i stället för människor (se antropomorfism). Djuren har gjort revolution mot sina mänskliga herrar; grisarna är ledarna för revolutionen, och de två grisarna som bråkar om makten, Snöboll och Napoleon, tolkas vanligen som representanter för Lev Trotskij respektive Josef Stalin.

### 1984
Romanen 1984 brukar betraktas som Orwells magnum opus, ett verk han skrev under året 1948 och som publicerades året därpå. Han vände på siffrorna 48 i 1948 (då han färdigställde romanen) för att skapa titeln, som återspeglar årtalet då romanens futuristiska, dystopiska handling utspelar sig. Romanen handlar om en totalitär framtida stat som bygger på konstant övervakning, historierevisionism och indoktrinering. Orwell baserade denna science fiction-lika värld på det stalinistiska Sovjetunionen. Staten styrs av diktatorn "Storebror" (Big Brother) som Orwell baserar på Josef Stalin själv, och även dennes ärkefiende Lev Trotskij återfinns i handlingen som den regimkritiska Goldstein. Bokens protagonist, Winston Smith, är en vanlig tjänsteman som arbetar med att förfalska och skriva om "felskrivna" artiklar. Winston tvivlar dock på partiets storhet och skulle helst se en annan värld, vilket leder in honom på förbjudna tankar.

## Eftermäle
Asteroiden 11020 Orwell är uppkallad efter honom.

### Böcker
- 1933 – Down and Out in Paris and London - Fulltext
  - Nere för räkning i Paris och London, översättning Olof Hoffsten, Rabén & Sjögren, 1973
  - Nere för räkning i Paris och London, översättning Christian Ekvall, Bakhåll, 2023
- 1934 – Burmese Days  - Fulltext
  - Dagar i Burma, översättning Olof Hoffsten, Rabén & Sjögren, 1975
- 1935 – A Clergyman's Daughter - Fulltext
- 1936 – Keep the Aspidistra Flying  - Fulltext
  - Leve aspidistran!, översättning Olof Hoffsten, Rabén & Sjögren, 1975
- 1937 – The Road to Wigan Pier  - Fulltext
  - Vägen till Wigan Pier, översättning Lars Bäckström, Rabén & Sjögren, 1976
- 1938 – Homage to Catalonia  - Fulltext
  - Hyllning till Katalonien, översättning Ingemar Johansson, Rabén & Sjögren, 1971
- 1939 – Coming Up for Air  - Fulltext
  - Snappa efter luft, översättning Olof Hoffsten, Rabén & Sjögren, 1975
- 1945 – Animal Farm  - Fulltext
  - Djurfarmen, översättning Nils Holmberg, Bonnier, 1946
  - Djurens gård, översättning Jan Wahlén, Atlantis, 1983
  - Djurens gård, översättning Christian Ekvall, Bakhåll, 2021
- 1949 – Nineteen Eighty-Four - Fulltext
  - Nittonhundraåttiofyra, översättning Nils Holmberg, Bonnier, 1950
  - 1984, översättning Thomas Warburton, Atlantis, 1983
  - 1984, översättning Christian Ekvall, Bakhåll, 2021
- 1998 – The Complete Works of George Orwell (utgiven av Peter Davidson och Ian Angus, 20 band)

### Essäer
George Orwell gav under sin livstid ut två volymer med essäer: Inside the Whale and Other Essays (1940) och Critical Essays (1946). Efter hans död har många essäsamlingar getts ut, av vilka de mest omfattande är de fyra volymerna Collected Essays, Letters and Journalism som redigerades och gavs ut av Orwells fru Sonia Orwell 1968 och även de sista elva av de tjugo volymerna i The Complete Works of George Orwell (1998); dessa redigerades av Peter Davidson. På svenska finns tre urvalsvolymer med essäer: Essäer (översättning Göran Bengtson, Verdandi, 1963), Mitt framför näsan: essäer och anteckningar (två vol., översättning Lars Bäckström, Rabén & Sjögren, 1975) och Som jag behagar (översättning Peter Handberg, Natur & Kultur, 2016). Här följer ett urval av Orwells essäer:
- 1931 – A Hanging (Hängningen)
- 1931 – The Spike
- 1936 – Shooting an Elephant (Att skjuta en elefant)
- 1940 – Inside the Whale (I valfiskens buk)
- 1941 – The Lion and The Unicorn: Socialism and the English Genius (Lejonet och enhörningen)
- 1946 – Politics and the English Language
- 1946 – A Nice Cup of Tea
- 1946 – Why I Write (Därför skriver jag/Varför jag skriver)
- 1946 – The Moon Under Water
- 1950 – Shooting an Elephant and Other Essays
- 1952 – Such, Such Were the Joys
- 1968 – The Collected Essays (postumt utgiven av Sonia Orwell och Ian Angus, fyra band)

### Dikter
- "Romance"
- "A Little Poem"
- "Awake! Young Men of England"
- "Kitchener"
- "Our Minds are Married, But we are Too Young"
- "The Pagan"
- "The Lesser Evil"
- "Poem From Burma"

## Filmatiseringar
Filmatiseringar av Orwells verk, i urval:
- Djuren gör revolt (1955), animerad film
  - Regissör: Joy Batchelor och John Halas, m.fl.
  - I rollerna: Gordon Heath och Maurice Denham.
- Nineteen Eighty-Four (1956)
  - Regissör: Michael Anderson
  - I rollerna: Edmond O'Brien, Jan Sterling, Donald Pleasence, m.fl.
- Coming Up for Air (1965)
  - Regissör: Christopher Morahan
  - I rollerna: Colin Blakely
- Nineteen Eighty-Four (1965)
  - Regissör: Christopher Morahan
  - I rollerna: David Buck, Jane Merrow, Joseph O’Connor och Cyril Shaps.
- Nineteen Eighty-Four (1984)
  - Regissör: Michael Radford
  - I rollerna: John Hurt, Richard Burton, Suzanna Hamilton, m.fl.
- Keep the Aspidistra Flying (1997)
  - Regissör: Robert Bierman
  - I rollerna: Richard E. Grant, Helena Bonham Carter, Julian Wadham, m.fl.
- Djurfarmen (1999), TV-film
  - Regissör: John Stephenson
  - I rollerna: Kelsey Grammer, Ian Holm, m.fl.